# Aleksandr Popov (biatleet)
Aleksandr Vladimirovitsj Popov (Wit-Russisch: Аляксандр Уладзіміравіч Папоў, Russisch: Александр Владимирович Попов) (Tobolsk, 22 februari 1965) is een Wit-Russische voormalig biatleet.

## Carrière
Popov behaalde zijn grootste successen op de team onderdelen, in het teamevent werd Popov viermaal wereldkampioen eenmaal met het Sovjet-team in 1992 met Gemenebest van Onafhankelijke Staten en in 1996 en 1997 met het Wit-Russische team, op de estafette won Popov in totaal vijf medailles maar nooit goud, zijn grootste individuele succes was het zilver tijdens de wereldkampioenschappen in 1991 op de 20 kilometer individuele wedstrijd. Op de Olympische Winterspelen won Popov tijdens zijn eerste spelen in 1988 met het Sovjet-team de gouden medaille, vier jaar later won hij met Gezamenlijk team de zilveren medaille, in 1992 en 1994 eindigde hij als vierde in de individuele 20 kilometer, met het Wit-Russische estafette eindigde hij in 1994 en 1998 als vierde.

## Belangrijkste resultaten

### Wereldkampioenschappen
| Jaar | Plaats                | Onderdeel   | Onderdeel | Onderdeel     | Onderdeel | Onderdeel |
| Jaar | Plaats                | Individueel | Sprint    | Achtervolging | Team      | Estafette |
| ---- | --------------------- | ----------- | --------- | ------------- | --------- | --------- |
| 1987 | Lake Placid           | 12th        | DQ        |               |           | Zilver    |
| 1989 | Feistritz an der Drau | 19e         | 8e        | Goud          | Zilver    |           |
| 1990 | Minsk                 | —           | —         | —             | —         |           |
| 1991 | Lahti                 | Zilver      | —         | —             | Zilver    |           |
| 1992 | Novosibirsk           |             |           | Goud          |           |           |
| 1993 | Borovets              | 14e         | 18e       | 6e            | 4e        |           |
| 1994 | Canmore               |             |           | 9e            |           |           |
| 1995 | Rasen-Antholz         | 13e         | 6e        | 8e            | Brons     |           |
| 1996 | Ruhpolding            | 7e          | 21e       | Goud          | Brons     |           |
| 1997 | Brezno                | —           | 18e       | 27e           | Goud      | 4e        |
| 1998 | Pokljuka              |             |           | 18e           | 12e       |           |

### Olympische Winterspelen
| Jaar | Plaats      | Onderdeel   | Onderdeel | Onderdeel |
| Jaar | Plaats      | Individueel | Sprint    | Estafette |
| ---- | ----------- | ----------- | --------- | --------- |
| 1988 | Calgary     | 12e         | —         | Goud      |
| 1992 | Albertville | 4e          | 18e       | Zilver    |
| 1994 | Lillehammer | 4e          | 10e       | 4e        |
| 1998 | Nagano      | 29e         | 55e       | 4e        |